# Día Internacional para la Reducción del Riesgo de Desastres
El Día Internacional para la Reducción del Riesgo de Desastres es una jornada que se celebra anualmente el 13 de octubre desde 1990, proclamada por la Asamblea General de las Naciones Unidas en 1989.

## Proclamación
El Día Internacional para la Reducción del Riesgo de Desastres fue proclamado por la Asamblea General de las Naciones Unidas el 22 de diciembre de 1989. La iniciativa fue promovida con el propósito de concienciar a los gobiernos y a la opinión pública sobre la importancia de tomar medidas para minimizar los riesgos asociados a los desastres naturales y antrópicos. Además, se pretende subrayar la relación entre la vulnerabilidad ante los desastres y la desigualdad, destacando cómo el acceso desigual a servicios esenciales agrava la exposición al riesgo y perpetúa el ciclo de pobreza y desigualdad.
Este propósito se refuerza a través del Marco de Sendai para la Reducción del Riesgo de Desastres (2015-2030), un acuerdo internacional adoptado en la Tercera Conferencia Mundial sobre la Reducción del Riesgo de Desastres en marzo de 2015 en Sendai, Japón. Sucediendo al Marco de Acción de Hyogo (2005-2015), el Marco de Sendai establece un enfoque integral sistemático para reducir el riesgo de desastres y mejorar la resiliencia, con el objetivo principal de reducir significativamente el riesgo y las pérdidas en términos de vidas, medios de subsistencia, económicos y bienes materiales, así como en infraestructura crítica y servicios básicos.

## Celebración
Este día se celebra el 13 de octubre. La fecha fue elegida para fomentar la sensibilización sobre la necesidad de una gestión proactiva del riesgo de desastres en todo el mundo. La primera celebración oficial del día tuvo lugar en 1990. Las actividades y eventos típicos asociados incluyen conferencias, seminarios, talleres y campañas de sensibilización a nivel global.

## Temas
- 2004: Invertir en la prevención de los desastres[6]
- 2005: Reducir el riesgo mediante el uso de herramientas de microfinanzas y redes de protección[7]
- 2006 - 2007: La reducción del riesgo empieza en la escuela[8][9]
- 2009: Hospitales seguros frente a los desastres[10]
- 2010: Desarrollando ciudades resilientes ¡Mi ciudad se está preparando![10]
- 2011: Un paso adelante para la reducción del riesgo de desastres[10]
- 2012: Mujeres y Niñas. La Fuerza (in)visible de la Resiliencia[10]
- 2013: Vivir los desastres con una discapacidad[10]
- 2014 - 2015: El conocimiento salva vidas[10]
- 2016: Vivir para contarlo[10][11]
- 2017: Por un hogar seguro / Reduciendo el número de personas afectadas[10][12]
- 2018: Reducir las pérdidas económicas[10][13]
- 2019: Infraestructuras resilientes[10][14]
- 2020: Mejorar la gobernanza del riesgo de desastres[10][15]
- 2021: Cooperación internacional para que los países en desarrollo reduzcan su riesgo de desastres y sus pérdidas por desastres[16]
- 2022: Mejor prepararse que reparar[17]
- 2023: Combatiendo la desigualdad para un futuro más resiliente[3]